# Postupak izgubljenog voska
Postupak izgubljenog voska  je postupak lijevanja metalnih skulptura, te nakita i medalja, najčešće u bronci ili mjedi, te srebru ili zlatu. Postupkom je moguće dobiti najfinije detalje izvornika izvedenog u nekom drugom materijalu, primjerice gipsu, glini ili drvetu. Najstariji primjeri uporabe potječu iz 3700 prije nove ere(Nahal Mishmar, Izrael). Danas postupak varira od lijevaonice do lijevaonice, no osnovni je   način rada   svugdje   približno jednak.

## Postupak
Odljev se može izraditi ili direktno po samom voštanom modelu ili po voštanoj kopiji modela izvedenog u nekom drugom materijalu(indirektna metoda rada). Sljedeće su faze rada kod indirektne metode dobivanja odljeva.
1. Izrada modela Umjetnik izrađuje model u vosku, glini ili nekom drugom materijalu
2. Izrada kalupa Prema voštanom izvorniku načini se kalup, najčešće izveden u 2 ili više dijelova
3. Vosak U kalup se ulije rastopljeni vosak te se dobije šuplji voštani odljev
4. Uklanjanje voska Šuplji voštani otisak se vadi iz kalupa koji se zatim može ponovno koristiti
5. Dorada voštanog odljeva Tragovi spojeva se izglade te voštani model u toj fazi dobiva konačni izgled, izgled koji će imati i sam metalni odljev
6. Postavljanje kanala za uljevanje metala i odvod zraka
7. Izrada ljevačkog kalupa Voštani se odljev po postavljanju kanala za lijevanje i odvod zraka prevlači vatrostalnom smjesom
8. Paljenje Voštani se odljev istopi i dobivamo šupljinu koja svojim oblikom točno reproducira voštani odljev
9. Testiranje i korigiranje ljevačkog kalupa
10. Lijevanje metala
11. Razbijanje kalupa i vađenje odljeva
12. Cizeliranje tj. dorada odljeva

## Vanjske poveznice
- 10/15/1904;The " Cire-perdue " Process of Bronze Casting  Arhivirana inačica izvorne stranice od 5. listopada 2011. (Wayback Machine)